# Beukenmelkzwam
De beukenmelkzwam (Lactarius fluens) is een paddenstoel uit de familie Russulaceae. Hij vormt ectomycorrhiza met Fagus op zee- en rivierklei en löss.

## Kenmerken

### Uiterlijke kenmerken
Hoed
De hoed is 4–9 (17) cm breed, eerst gewelfd, vervolgens uitgespreid en later meestal iets ingedrukt in het midden. Soms kan hij ook een kleine umbo hebben. Het oppervlak is glad, fijnkorrelig en nauwelijks vettig. Met het ouder worden wordt de hoed droog en vervolgens dof. De kleur van de hoed is zeer variabel en varieert van olijfgroen tot olijfbruin tot vleesbruin of bleek muisgrijs, in het midden is de hoed soms donkerder grijsbruin gekleurd. Het is vaak min of meer duidelijk gezoneerd en heeft een lichtere crèmekleurige, geelachtig witte of witachtige rand, die op jonge leeftijd min of meer gewalst is en later glad of fijn geribbeld tot gegroefd.
Lamellen
De vaak gevorkte lamellen zijn breed, licht uitpuilend of lopen min of meer langs de steel naar beneden. Ze zijn smal tot middelbreed en behoorlijk druk. Op jonge leeftijd zijn ze roomwit en later licht oker van kleur. Bij kneuzing worden ze eerst roodbruin en na 2-3 uur worden ze bijna zwartbruin.
Steel
De cilindrische steel, die taps toeloopt naar de basis, is 3,5–7 cm lang en 1,2–2,5 cm breed. Het witachtige, bleke crèmekleurige tot grijsbruine oppervlak is glad, plakkerig, bijna droog en wordt bruinachtig op plaatsen waar druk wordt uitgeoefend of naarmate het ouder wordt. Het witachtige vruchtvlees is middelhard en de steel is tot hol gevuld. 
Geur en smaak
Het smaakt eerst mild en wordt daarna steeds bitterder en kruidiger. Ook oudere exemplaren kunnen bijna mild smaken. De geur is licht fruitig. 
Melksap
De witte melk, die na een tijdje matig heet is en vrijelijk vloeit, droogt olijfgrijs op.
Sporenprint
De sporenprint is licht crème van kleur.

### Microscopische kenmerken
De sporen zijn afgerond tot breed elliptisch, 6,9–7,2 µm lang en 5,4–5,8 µm breed. De Q-waarde (quotiënt van sporenlengte en -breedte) is 1,1 tot 1,3. Het ornament bestaat uit enkele individuele, 0,7–1 µm hoge, langwerpige wratten en ribben, waarvan de meeste als zebrastrepen zijn gerangschikt. De hilarvlek is inamyloïde of enigszins extern amyloïde.
De 40-50 µm lange en 8-11 µm brede basidia zijn knotsvormig tot bolvormig en hebben meestal 4 sterigma's, zelden slechts 1 sterigma. De 20-65 µm lange en 3,5-9 µm brede cheilocystidia zijn spoelvormig tot priemvormig en talrijk. De pleurocystidia, die ook talrijk zijn, hebben een vergelijkbare vorm en zijn 35-90 µm lang en 5-10 µm breed; hun punt is vaak smal en lang.
Het pileipellis (hoedhuid) is een 20-55 µm brede ixocutis of een ixotrichoderm en bestaat uit oplopende, evenwijdige en onregelmatig met elkaar verweven hyfen van 2-4,5 (10) µm breed.

## Ecologie
De mycorrhiza-schimmel die voornamelijk een symbiose vormt met beuken en, zeldzamer, met haagbeuken. In Nederland wordt hij ook langs lanen aangetroffen. De schimmel geeft de voorkeur aan oudere binnenbossen die dicht bij climaxvegetatie liggen. De vruchtlichamen verschijnen afzonderlijk of in groepen van juli tot november.

## Verspreiding

Europees verspreidingsgebied

De beukenmelkzwam komt voor in Europa en Noord-Afrika. In Europa is de soort vrij zeldzaam en waarschijnlijk nergens een algemene soort. In het Westen is de soort vrij algemeen in Groot-Brittannië en Noord-Ierland, maar zeldzaam tot zeer zeldzaam in België en Nederland. In het noorden komt de melkzwam zelden of zeer verspreid voor in Zuid-Noorwegen en Zweden; de meest noordelijke waarneming komt uit Örebro (Zweden).
In Nederland komt de beukenmelkzwam vrij algemeen voor.